# Dragon Ball Z: Budokai Tenkaichi 3
Dragon Ball Z: Budokai Tenkaichi 3, conosciuto in Giappone con il nome di Dragon Ball Z Sparking! Meteor (ドラゴンボールＺスパーキング!メテオ?, Doragon Bōru Z Supakingu! Meteo), è un videogioco della serie Dragon Ball prodotto da Bandai Namco e Atari, sequel di Dragon Ball Z: Budokai Tenkaichi 2.

## Innovazioni
Il gioco propone 162 personaggi e oltre 30 ambientazioni diverse incluse giorno, sera e notte. Rispetto alle versioni precedenti nelle arene è stato introdotto un nuovo sistema di alternanza giorno/notte che consente ai giocatori di sfruttare i poteri conferiti ai Saiyan dalla luna piena, che darà la possibilità ai guerrieri Saiyan di trasformarsi in Grande Scimmia. Ogni arena ha le sue diverse specifiche caratteristiche da sfruttare in combattimento. Sono stati aggiunti nuovi personaggi, come Re Cold, Re Vegeta, Nail, Generale Blu, Devilman, Arale, Chichi, Babidy, Spopovitch, Seripa, Goku (GT) e Dottor Willow, oltre al Grande Mago Piccolo, Tamburello, Macchina di Pilaf, Cyborg Tao, Appule e Soldato di Freezer, che erano disponibili in Budokai Tenkaichi 2 esclusivamente per la versione Wii.
Questo capitolo implementa per la prima volta in assoluto solo nella versione per Wii la modalità on-line (combattimenti 1 VS 1) così da poter sfidare avversari in tutto il mondo. La versione per PlayStation 2 premia i possessori dei capitoli precedenti con una serie di contenuti speciali: la modalità Fusion Disk System sblocca nuove modalità di gioco inserendo i dischi dei due capitoli precedenti.
La grande novità di questa edizione è il Battle Replay Mode che permette di salvare, collezionare e rivedere gli incontri più belli e spettacolari.
La visuale della "telecamera", a differenza della stragrande maggioranza dei picchiaduro ad incontri, non è laterale, bensì dietro le spalle del personaggio, leggermente angolata dall'alto e lateralmente. È possibile scegliere fra tre diverse "distanze" della telecamera e modificare il lato su cui essa è posta.
La modalità di combattimento libero ritorna in Budokai Tenkaichi 3. È stata invece rimossa la modalità battaglia Tag, visto che il combattimento libero (che permette di usare cinque personaggi per giocatore, anziché di due come succede nella battaglia Tag) può facilmente essere usato come sostituto. Al posto di ciò, è stato aggiunto il combattimento libero a Punti Distruzione: ogni giocatore ha a disposizione un numero massimo di PD (si può scegliere un PD massimo di 10, 15 e 20) per creare la sua squadra. I costi in PD variano a seconda del personaggio: il massimo è Gogeta [ Super Saiyan 4 ], il cui PD equivale a 10 punti, mentre il minimo è Mr. Satan, che vale 1 punto.
Un nuovo sistema di evoluzione basato sui Punti-Z rimpiazza quello di Budokai Tenkaichi 2. Più Punti-Z si accumulano, più Oggetti Z potranno essere equipaggiati. I Punti abilità variano a seconda del personaggio, ma il massimo del punti abilità è di 7. Alcuni Oggetti Z hanno un potere positivo e un potere negativo.
Le mosse speciali non si potranno caricare, sarà possibile potenziare gli effetti di vari attacchi d'aura con una combinazione di tasti (quadrato + tasti direzionali per PS2 o completando il movimento dell'attacco per Wii). Tra le migliorie del gioco c'è la grafica, più definita rispetto al precedente capitolo e che offre un combattimento con mosse molto simili all'originale anime di Dragon Ball. Alcuni personaggi sono inoltre stati suddivisi in base ai periodi temporali della serie e degli archi narrativi: per esempio nel gioco è possibile trovare ben cinque tipi diversi di Goku, ossia Inizio, Metà, Fine, GT e bambino. Ogni distinzione del personaggio possiede attacchi e trasformazioni diverse. Anche altri personaggi come Gohan, Vegeta e Piccolo presentano distinzioni: è infatti possibile trovare cinque tipi di Gohan (bambino, ragazzo, adulto, Supremo e del Futuro), ben cinque tipi di Vegeta (Scouter), normale, 2° trasform., Majin e Super Saiyan 4) e due tipi di Piccolo (Inizio e Fine). In base a questa distinzione ogni personaggio, oltre a mosse e trasformazioni diverse, possiede vestiti alternativi che rappresentano fedelmente quelli da loro indossati nel corso della serie: ad esempio Goku (Inizio) possiede tra i costumi alternativi la tuta senza pesi da lui usata per combattere contro Radish, mentre Goku (Metà) possiede la maglietta strappata come durante lo scontro con Freezer e così via.
La Modalità Storia è molto differente da quella del precedente capitolo, presentandosi decisamente più semplice e corta contenendo solo gli episodi più importanti delle tre serie, a causa dello spazio su DVD occupato dai personaggi e dalle loro trasformazioni. È stato però inserito anche un arco inedito chiamato "Saga alternativa" dove bisognerà combattere degli scenari inediti con relative storie, ambientati in linee temporali alternative; ad esempio in un livello si dovrà impersonare Devilman e affrontare Mecha Freezer e Re Cold con il loro esercito nonostante sia infinitamente più debole di loro, grazie alla sua abilità di poter gonfiare un cuore malvagio fino a farlo scoppiare.

### Nuove combo
- Blast Combo – Il giocatore ora potrà colpire il suo avversario mentre è in aria ed attaccarlo di nuovo con un veloce teletrasporto dietro di lui. Per esempio, Goku può colpire il suo nemico in aria, usare il Teletrasporto per portarsi dietro il nemico ed usare la Kamehameha per procurare più danni all'avversario.
- Sonic Sway – Questa tecnica permette di schivare velocemente gli attacchi nemici e contrattaccare mentre la difesa avversaria è aperta. Questa tecnica può essere usata solo durante gli scontri ravvicinati, e alcuni colpi, come quelli diretti alle gambe, non possono essere evitati.
- Z-Counter - L'abilità di contrattaccare teletrasportandosi dietro ai nemici. Questa tecnica è stata vista nella serie molte volte.
- Z-Burst Dash - Un'altra versione del Dash Attack del gioco precedente, questa volta il giocatore potrà usare un movimento a zig-zag per schivare gli attacchi o sorprendere il nemico.

## Modalità di gioco
Il titolo presenta le seguenti modalità di gioco:
- Storia del drago[8]: chiamata rispettivamente Portale Z e Avventura del drago nei precedenti giochi[7], si limita ai combattimenti principali della serie includendo tuttavia scenari e battaglie alternative[7][1].
  - Saga dei Saiyan
  - Saga di Freezer
  - Saga degli Androidi
  - Saga di Majin Bu
  - Saga speciale
  - Saga di Dragon Ball GT
  - Saga di Dragon Ball
  - Saga alternativa
- Battaglia Suprema[7]:
  - Sim Drago: una carriera consistente nell'addestramento e nell'evoluzione di un singolo personaggio a scelta.
  - Missione 100: un elenco di 100 missioni indipendenti tra loro da superare rispettando l'obiettivo.
  - Sopravvivenza: una serie di scontri a sopravvivenza.
  - Fusione disco: attivabile tramite i dischi dei precedenti due capitoli, genera una serie di scontri inediti.
- Tour mondiale del drago[7]: corrisponde alla modalità Torneo dei prequel, offrendo tuttavia ben cinque possibilità di scelta.
  - Torneo mondiale
  - Gran torneo mondiale
  - Torneo dell'aldilà
  - Gioco di Cell
  - Gioco di Yamcha
- Duello: combattimenti tra singoli personaggi e squadre, composte da un massimo di 5 elementi selezionabili nel rispetto di un budget (punti distruzione).[7]
  - Giocatore 1 vs. computer
  - Giocatore 1 vs. giocatore 2
  - Computer vs. computer
- Allenamento supremo
- Evoluzione Z
  - Negozio oggetti Z
  - Acquisto oggetti Z
  - Vendita oggetti Z
- Centrale dati
  - Inserimento password
  - Catalogo personaggi
  - Replay
- Illustrazione personaggi.[7]

## Personaggi giocabili
Nelle parentesi quadre sono indicate le versioni alternative del personaggio.
- Goku (Inizio)
- Gohan bambino
- Piccolo (Inizio)
- Vegeta (scouter) [ Oozaru (Vegeta) ]
- Crilin
- Yamcha
- Trunks (spada) [ Super Saiyan ]
- Goku (Metà) [ Super Saiyan ]
- Gohan ragazzo) [ Super Saiyan; Super Saiyan 2 ]
- Piccolo (Fine)
- Vegeta [ Super Saiyan; Super Vegeta ]
- Tenshinhan
- Jiaozi
- Trunks [ Super Saiyan; Super Trunks ]
- Goku (Fine) [ Super Saiyan; Super Saiyan 2; Super Saiyan 3; Vegeth; Super Vegeth; Super Gogeta ]
- Gohan [ Super Saiyan; Super Saiyan 2; Gt. Saiyaman ]
- Gohan Supremo
- Vegeta 2° trasform. [ Super Saiyan; Super Saiyan 2; Vegeth; Super Vegeth; Super Gogeta ]
- Vegeta 2° trasform. [ Majin ]
- Goten [ Super Saiyan; Gotenks [ Super Saiyan; Super Saiyan 3] ]
- Trunks bambino [ Super Saiyan; Gotenks [Super Saiyan; Super Saiyan 3] ]
- Goku (GT) [ Super Saiyan; Super Saiyan 3; Super Saiyan 4; Gogeta [Super Saiyan 4] ]
- Gohan del Futuro [ Super Saiyan ]
- Videl [ Gt. Saiyaman 2 ]
- Mr. Satan
- Vegeta 2° trasform. [ Super Saiyan 4; Gogeta [ Super Saiyan 4 ] ]
- Ub [ Majub ]
- Pan
- Maestro Muten [ MAX potenza ]
- Yajirobei
- Nail
- Kaiohshin [[[Kibitoshin]] ]
- Radish [ G. Scimmia (Radish)]
- Nappa [ G. Scimmia (Nappa) ]
- Saibaiman
- Capitano Ginew
- Rekoom
- Burter
- Jeeth
- Guldo
- Zarbon [ Dopo la trasform. ]
- Dodoria
- Freezer [ 1ª trasformazione; 2ª trasformazione; 3ª trasformazione; Corpo perfetto; Massima potenza ]
- Mecha Freezer
- Appule
- Cui
- Soldato di Freezer
- Re Cold
- Re Vegeta [ G. Scim. (Re Vegeta) ]
- Cell [ 1ª trasformazione; 2ª trasformazione; Forma perfetta; Cell Perfetto ]
- Cell Jr.
- Dr. Gelo
- Androide N° 19
- Androide N° 18
- Androide N° 17
- Androide N° 16
- Majin Bu
- Majin Bu (p. malv.)
- Majin Bu (malvagio) [ Dopo assorb. Gotenks; Dopo assorb. Gohan ]
- Kid Bu
- Babidy
- Spopovitch
- Darbula Sig. Inferi
- Bardak [ G. Scimmia (Bardak) ]
- Seripa [ Grande Scimmia (Seripa) ]
- Garlic Jr. [ Super Garlic Jr. ]
- Dottor Willow
- Tarles [ G. Scimmia (Tarles) ]
- Slag [ Gigante ]
- Sauzer
- Cooler [Corpo perfetto ]
- Meta Cooler
- Androide N° 13 [ Fusion ]
- Broly [Super Saiyan; S. S. Leggendario ]
- Zangya
- Bojack [ Massima potenza ]
- Janenba [ Super Janenba ]
- Pai Ku Han
- Tapion
- Hildegarn
- Baby Vegeta [ Super Baby 1; Super Baby 2; G. Scimmia (Baby) ]
- Super N° 17
- Nuova Shenron
- Syn Shenron [ Super Ishinlon ]
- Piccolo Sig. Inferi
- Tamburello
- Macchina di Pilaf [ Fusion ]
- Devilman
- Generale Blue
- Taobaibai
- Cyborg Tao
- Goku bambino [Grande Scimmia ]
- Chichi
- Son Gohan (nonno)
- Nam
- Ottone
- Arale

## Colonna sonora
Il videogioco possiede 21 tracce composte e cantate dal noto compositore Kenji Yamamoto. Contribuì anche il cantante Hironobu Kageyama.
1. Super Survivor (Instrumental)
Super Sopravvivente (strumentale) 1:36
2. The Meteor
La Meteora 2:15
3. Vital Burner
Bruciatore Vitale 2:09
4. Innocent World
Mondo Innocente 2:35
5. After The Fire
Dopo il Fuoco 2:16
6. Sweet Vibration
Dolci Vibrazioni 2:02
7. Survive
Sopravvivere 2:22
8. Heat Capacity
Capacità di Ardere 2:23
9. Overture
Apertura 2:07
10. Shine
Splendore 2:48
11. Power Scale
Bilancia del Potere 2:12
12. Edge of Spirit
Estremità dello Spirito 2:18
13. Caution!
Cautela! 2:06
14. Menace
Minaccia 2:08
15. Hot Soul
Animo Caldo 2:15
16. High & Scream
Alto & Urlo 2:14
17. Shootout In Meteor
Sparare nella Meteora 2:17
18. Dynamite Battle
Battaglia Dinamite 2:11
19. Burnin' Up
Infuocare 2:04
20. Wild Rush
Impeto Selvaggio 2:18
21. Evolution
Evoluzione 3:10

## Doppiaggio
| Personaggio                                    | Doppiatore giapponese | Doppiatore americano |
| ---------------------------------------------- | --------------------- | -------------------- |
| Ub                                             | Atsushi Kisaichi      | Sean Teague          |
| Majub                                          | Atsushi Kisaichi      | Sean Teague          |
| Re Vegeta                                      | Banjyo Ginga          | Christopher Sabat    |
| Re Vegeta Grande Scimmia                       | Banjyo Ginga          | Christopher Sabat    |
| Broly                                          | Bin Shimada           | Vic Mignogna         |
| Broly Super Saiyan Leggendario                 | Bin Shimada           | Vic Mignogna         |
| Mr. Satan                                      | Daisuke Gōri          | Chris Rager          |
| Stregone del Toro                              | Daisuke Gōri          | Kyle Hebert          |
| Nam                                            | Eiji Takemoto         | Jerry Jewel          |
| Syn Shenron                                    | Hidekatsu Shibata     | Christopher Sabat    |
| Super Ishinlon                                 | Hidekatsu Shibata     | Christopher Sabat    |
| Capitano Ginew                                 | Hideyuki Hori         | Brice Armstrong      |
| Androide Nº 16                                 | Hikaru Midorikawa     | Jeremy Inman         |
| Pai Ku Han                                     | Hikaru Midorikawa     | Kyle Hebert          |
| Tapion                                         | Hiro Yuuki            | Chris Patton         |
| Dende                                          | Hiro Yuuki            | Laura Bailey         |
| Dende (adolescente)                            | Hiro Yuuki            | Justin Cook          |
| Jiaozi                                         | Hiroko Emori          | Monika Antonelli     |
| Bulma                                          | Hiromi Tsuru          | Tiffany Volmer       |
| Bra                                            | Hiromi Tsuru          | Brina Palencia       |
| Maestro Muten                                  | Hiroshi Masuoka       | Mike McFarland       |
| Tenshinhan                                     | Hirotaka Suzuoki      | John Burgmeier       |
| Cell Jr.                                       | Hirotaka Suzuoki      | Justin Cook          |
| Presentatore Torneo Mondiale                   | Hirotaka Suzuoki      | Eric Vale            |
| Presentatore Grande Torneo di Arti Marziali    | Hisao Egawa           | Christopher Sabat    |
| Spopovitch                                     | Hisao Egawa           | Andy Chandler        |
| Soldato di Freezer 2                           | Hisao Egawa           | Chris Rager          |
| Karin                                          | Ichiro Nagai          | Christopher Sabat    |
| Vecchio Kaioh                                  | Isamu Tanonaka        | Kent Williams        |
| Re Kaioh                                       | Jyoji Yanami          | Sean Schemmel        |
| Babidy                                         | Jyoji Yanami          | Bill Townsley        |
| Narratore                                      | Jyoji Yanami          | Kyle Hebert          |
| Baba                                           | Jyunpei Yanami        | Linda Young          |
| Polunga                                        | Jyunpei Yanami        | Christopher Sabat    |
| Nail                                           | Katsuji Mori          | Sean Schemmel        |
| Jeeth                                          | Kazumi Tanaka         | Christopher Sabat    |
| Nuova Shenron                                  | Ken Yamaguchi         | John Burgmeier       |
| Shenron                                        | Kenji Utsumi          | Christopher Sabat    |
| Rekoom                                         | Kenji Utsumi          | Christopher Sabat    |
| Dr. Willow                                     | Koji Nakata           | R. Bruce Elliot      |
| Dr. Gelo                                       | Koji Yada             | Kent Williams        |
| Majin Bu                                       | Kozo Shioya           | Josh Martin          |
| Super Bu                                       | Kozo Shioya           | Justin Cook          |
| Kid Bu                                         | Kozo Shioya           | Josh Martin          |
| Guldo                                          | Kozo Shioya           | Bill Townsley        |
| Goku                                           | Masako Nozawa         | Sean Schemmel        |
| Goku (GT)                                      | Masako Nozawa         | Stephanie Nadolny    |
| Goku bambino                                   | Masako Nozawa         | Stephanie Nadolny    |
| Gohan bambino                                  | Masako Nozawa         | Stephanie Nadolny    |
| Gohan ragazzo                                  | Masako Nozawa         | Stephanie Nadolny    |
| Gohan                                          | Masako Nozawa         | Kyle Hebert          |
| Gohan del Futuro                               | Masako Nozawa         | Kyle Hebert          |
| Goten                                          | Masako Nozawa         | Kara Edwards         |
| Bardak                                         | Masako Nozawa         | Sonny Strait         |
| Tarles                                         | Masako Nozawa         | Jason Liebrecht      |
| Lunch                                          | Mami Koyama           | Meredith McCoy       |
| Arale Norimaki                                 | Mami Koyama           | Brina Palencia       |
| Crilin                                         | Mayumi Tanaka         | Sonny Strait         |
| Yajirobei                                      | Mayumi Tanaka         | Mike McFarland       |
| Suno                                           | Mayumi Tanaka         | Laura Bailey         |
| Devilman                                       | Michihiro Ikemizu     | Justin Cook          |
| Androide Nº 18                                 | Miki Ito              | Meredith McCoy       |
| Upa                                            | Mitsuko Horie         | Kara Edwards         |
| Androide Nº 13                                 | Moriya Endo           | Chuck Huber          |
| Fusion Androide Nº 13                          | Moriya Endo           | Chuck Huber          |
| Cui                                            | Naoki Imamura         | Bill Townsley        |
| Soldato di Freezer 1                           | Naoki Imamura         | John Burgmeier       |
| Chichi                                         | Naoko Watanabe        | Cynthia Cranz        |
| Chichi bambina                                 | Naoko Watanabe        | Laura Bailey         |
| Pual                                           | Naoko Watanabe        | Brina Palencia       |
| Cell                                           | Norio Wakamoto        | Daemon Clarke        |
| Nonno Son Gohan                                | Osamu Saka            | Christopher Sabat    |
| Vegeta                                         | Ryo Horikawa          | Christopher Sabat    |
| Vegeta Grande Scimmia                          | Ryo Horikawa          | Christopher Sabat    |
| Majin Vegeta                                   | Ryo Horikawa          | Christopher Sabat    |
| Presentatore Torneo Mondiale dell'Aldilà       | Ryohei Nakao          | Brandon Potter       |
| Fantasma                                       | Ryoichi Tanaka        | Brina Palencia       |
| Freezer                                        | Ryusei Nakao          | Linda Young          |
| Mecha Freezer                                  | Ryusei Nakao          | Linda Young          |
| Cooler                                         | Ryusei Nakao          | Andy Chandler        |
| Meta Cooler                                    | Ryusei Nakao          | Andy Chandler        |
| Tamburello                                     | Ryusei Nakao          | Dameon Clarke        |
| Re Cold                                        | Ryuzaburo Otomo       | Brad Jackson         |
| Darbula Signore degli Inferi                   | Ryuzaburo Otomo       | Rick Robertson       |
| Radish                                         | Shigeru Chiba         | Justin Cook          |
| Garlic Jr.                                     | Shigeru Chiba         | Chuck Huber          |
| Macchina di Pilaf                              | Shigeru Chiba         | Chuck Huber          |
| Fusion Macchina di Pilaf                       | Shigeru Chiba         | Chuck Huber          |
| Fusion Macchina di Pilaf                       | Eiko Yamada           | Colleen Clinkenbeard |
| Fusion Macchina di Pilaf                       | Tessyo Genda          | Chris Cason          |
| Androide Nº 17                                 | Shigeru Nakahara      | Chuck Huber          |
| Super Nº 17                                    | Shigeru Nakahara      | Chuck Huber          |
| Hildegarn                                      | Shin Aomori           | Jason Liebrecht      |
| Gil                                            | Shinobu Satouchi      | Sonny Strait         |
| Zarbon                                         | Syo Hayami            | Christopher Sabat    |
| Sauzer                                         | Syo Hayami            | Christopher Sabat    |
| Nappa                                          | Syozo Izuka           | Phil Parsons         |
| Nappa Grande Scimmia                           | Syozo Izuka           | Phil Parsons         |
| Ottone                                         | Syozo Izuka           | Mike McFarland       |
| Piccolo Signore degli Inferi                   | Takeshi Aono          | Christopher Sabat    |
| Trunks                                         | Takeshi Kusao         | Eric Vale            |
| Trunks bambino                                 | Takeshi Kusao         | Laura Bailey         |
| Bojack                                         | Tessyo Genda          | Bob Carter           |
| Janenba                                        | Tessyo Genda          | Jim Foronda          |
| Super Janenba                                  | Tessyo Genda          | Kent Williams        |
| Taobaibai                                      | Tikao Otsuka          | Kent Williams        |
| Zangya                                         | Tomoko Maruo          | Colleen Clinkenbeard |
| Yamcha                                         | Toru Furuya           | Christopher Sabat    |
| Piccolo                                        | Toshio Furukawa       | Christopher Sabat    |
| Generale Blue                                  | Toshio Furukawa       | Sonny Strait         |
| Grande Scimmia (guerriero di classe inferiore) | Yasuhiko Kawazu       | Shane Ray            |
| Bardak Grande Scimmia                          | Yasuhiko Kawazu       | Sonny Strait         |
| Seripa Grande Scimmia                          | Yasuhiko Kawazu       | Linda Young          |
| Radish Grande Scimmia                          | Yasuhiko Kawazu       | Justin Cook          |
| Tarles Grande Scimmia                          | Yasuhiko Kawazu       | Jason Liebrecht      |
| Appule                                         | Yuji Machi            | Kent Williams        |
| Kaiohshin                                      | Yuji Mitsuya          | Kent Williams        |
| Burter                                         | Yukimasa Kishino      | Christopher Sabat    |
| Commentatore                                   | Yukimasa Kishino      | James T. Fields      |
| Androide Nº 19                                 | Yukitoshi Hori        | Phillip Wilburn      |
| Dodoria                                        | Yukitoshi Hori        | Chris Forbis         |
| Videl                                          | Yuko Minaguchi        | Kara Edwards         |
| Pan                                            | Yuko Minaguchi        | Elise Baughman       |
| Seripa                                         | Yuko Mita             | Linda Young          |
| Slag                                           | Yusaku Yara           | Brice Armstrong      |
| Senbei Norimaki                                | Yusaku Yara           | Brice Armstrong      |
| Baby Vegeta                                    | Yusuke Numata         | Mike McFarland       |
| Super Baby                                     | Yusuke Numata         | Mike McFarland       |
| Baby Grande Scimmia                            | Yusuke Numata         | Mike McFarland       |
| Saibaiman                                      | Yusuke Numata         | John Burgmeier       |

## Accoglienza
| Testata                         | Versione | Giudizio |
| ------------------------------- | -------- | -------- |
| Metacritic (media al 19-6-2014) | PS2      | 73/100   |
| Metacritic (media al 19-6-2014) | Wii      | 72/100   |
| Eurogamer                       | PS2      | 6/10     |
| Eurogamer                       | Wii      | 5/10     |
| Famitsū                         | PS2      | 32/40    |
| Famitsū                         | Wii      | 33/40    |
| Game Revolution                 | PS2      | C−       |
| GameSpy                         | -        | 3.5/5    |
| GameTrailers                    | Wii      | 7.6/10   |
| GameZone                        | PS2      | 7.8/10   |
| GameZone                        | Wii      | 8/10     |
| IGN                             | -        | 8/10     |
| ONM                             | Wii      | 84%      |
| PSM                             | PS2      | 3.5/5    |
| VideoGamer.com                  | Wii      | 7/10     |

Budokai Tenkaichi 3 ha avuto un'accoglienza "altalenante" su entrambe le piattaforme secondo il sito Metacritic. La rivista giapponese Famitsū ha dato a entrambe le versioni un punteggio rispettivo di 32 e 33 su 40. IGN ha recensito più positivamente entrambe le versioni di Tenkaichi 3, lamentandosi solo della modalità storia scarna (rispetto a Tenkaichi 2), la Fusione Disco complicata e una modalitá multigiocatore online (presente solo su Nintendo Wii) presentante una serie di problemi, tra cui disconnessioni frequenti ed eccessiva latenza.

## Sequel
Il 5 marzo 2023, in occasione dell'evento Dragon Ball Games Battle Hour, Bandai Namco ha annunciato un nuovo capitolo della serie Budokai Tenkaichi con un teaser trailer. Il gioco è un seguito diretto dei giochi precedenti e mantiene per la prima volta il nome giapponese, ossia Dragon Ball: Sparking! Zero, anziché Budokai Tenkaichi 4.